# 米爾灣
67°0′S 64°20′W / 67.000°S 64.333°W
米爾灣（英語：Mill Inlet）是南極洲的海灣，位於葛拉漢地的弗因海岸，長15公里、寬37公里，處於魯賓遜角和莫尼耶角之間，由英國探險隊繪入地圖，現時由南極條約體系管理。